# Выборы главы Республики Алтай (2014)
Выборы главы Республики Алтай состоялись в единый день голосования 14 сентября 2014 года. Впервые глава республики избирался на пятилетний срок.

## Предшествующие события
Предыдущие прямые выборы главы республики прошли в декабре 2001 — январе 2002 года (в два тура). На них победил председатель левой Аграрной партии Михаил Лапшин, избранный на четырёхлетний срок. Следующие выборы должны были пройти в декабре 2005 года, однако в сентябре 2004 года президент России Владимир Путин предложил заменить прямые выборы глав регионов на утверждение их в должности решениями законодательных органов по предложению президента. Соответствующий законопроект был разработан и принят в декабре 2004 года, а последние прямые губернаторские выборы состоялись в Ненецком автономном округе в январе 2005 года.
В декабре 2005 года президент России Владимир Путин через процедуру утверждения в госсобрании — Эл Курултай Республики Алтай назначил главой республики федерального инспектора по Алтайскому краю Александра Бердникова. 20 января 2006 года Бердников вступил в должность.
В декабре 2009 года президент России Дмитрий Медведев также через процедуру утверждения в госсобрании — Эл Курултай республики назначил Бердникова на второй четырёхлетний срок.
В 2012 году был принят закон, восстанавливающий прямые выборы глав регионов, в том числе и главы Республики Алтай.
Второй срок Бердникова истекал в 20 января 2014 года, а выборы могли состояться лишь в единый день голосования в сентябре. 18 января президент России Владимир Путин назначил Бердникова врио главы Республики Алтай до вступления в должность избранного главы.

## Выдвижение и регистрации кандидатов

### Право выдвижения
Главой республики может быть избран гражданин Российской Федерации, достигший возраста 30 лет.
В Республике Алтай кандидаты выдвигаются только политическими партиями, имеющими в соответствии с федеральными законами право участвовать в выборах. Самовыдвижение не допускается.
У кандидата не должно быть гражданства иностранного государства либо вида на жительство в какой-либо иной стране.

### Муниципальный фильтр
1 июня 2012 года вступил в силу закон, вернувший прямые выборы глав субъектов Российской Федерации. Однако был введён так называемый муниципальный фильтр. Всем кандидатам на должность главы субъекта РФ (как выдвигаемых партиями, так и самовыдвиженцам), согласно закону, требуется собрать в свою поддержку от 5 % до 10 % подписей от общего числа муниципальных депутатов и избранных на выборах глав муниципальных образований, в числе которых должно быть от 5 до 10 депутатов представительных органов муниципальных районов и городских округов и избранных на выборах глав муниципальных районов и городских округов. Муниципальным депутатам представлено право поддержать только одного кандидата.
В Республике Алтай кандидаты должны собрать подписи 7 % муниципальных депутатов и глав муниципальных образований. Среди них должны быть подписи депутатов районных и городских советов и (или) глав районов и городских округов в количестве 7 % от их общего числа. Кроме того, кандидат должен получить подписи не менее чем в трёх четвертях районов и городских округов, то есть в 9 из 11.
12 июня 2014 года республиканский избирком опубликовал расчёт количества необходимых нотариально заверенных подписей. Так кандидат должен собрать от 83 до 87 подписей, среди которых от 16 до 18 подписей (7 %) должны быть от депутатов районных советов или глав районов и городских округов. При этом подписи должны быть собраны не менее чем в 9 муниципальных районах и городских округах (3/4 от всех 11 муниципалитетов).

### Кандидаты в Совет Федерации
С декабря 2012 года действует новый порядок формирования Совета Федерации. Так каждый кандидат на должность главы республики при регистрации должен представить список из трёх человек, первый из которых, в случае избрания кандидата на должность главы, станет сенатором в Совете Федерации от правительства региона.

## Кандидаты
Кандидатов на выборах губернатора выдвинули 7 партий. Зарегистрировано было 4 кандидатов.
| Кандидат            | Должность (на момент выдвижения)                               | Партия                 | Статус                                                             |
| ------------------- | -------------------------------------------------------------- | ---------------------- | ------------------------------------------------------------------ |
| Александр Бердников | действующий глава Республики Алтай                             | Единая Россия          | зарегистрирован                                                    |
| Виктор Калюжный     | президент НП Консорциум «Союзнефтегазинвест»                   | Великое Отечество      | отозван                                                            |
| Урмат Князев        | депутат Усть-Канского районного совета                         | Гражданская инициатива | отказано в регистрации, кандидат не преодолел муниципальный фильтр |
| Сергей Михайлов     | депутат Госсобрания — Эл Курултая и учредитель газеты «Листок» | РПР-ПАРНАС             | отказано в регистрации, кандидат не преодолел муниципальный фильтр |
| Владимир Семёнов    | депутат Госдумы (фракция ЛДПР)                                 | ЛДПР                   | зарегистрирован                                                    |
| Владимир Петров     | пенсионер                                                      | Гражданская сила       | зарегистрирован                                                    |
| Виктор Ромашкин     | заведующий кафедрой теории и истории государства и права ГАГУ  | КПРФ                   | == зарегистрирован ==                                              |

## Прогнозы и аналитика
| Опрос                                 | Явка   | Бердников | Петров | Ромашкин | Семёнов | Затруднились ответить |
| ------------------------------------- | ------ | --------- | ------ | -------- | ------- | --------------------- |
| Открытый Алтай, 11-17 августа 2014    | 61,0 % | 29,0 %    | 15,7 % | 14,8 %   | 0,5 %   | 40,0 %                |
| АлтТГУ и АЛГУ, 26 апреля — 1 мая 2014 | 66,2 % | 31,7 %    | 6,9 %  | 12,4 %   | -       | -                     |

## Итоги выборов
В выборах в приняли участие 84 574 человека, таким образом явка избирателей составила 54,23 %.
| Явка избирателей                                      | Явка избирателей                                      | Явка избирателей | Явка избирателей |
| ----------------------------------------------------- | ----------------------------------------------------- | ---------------- | ---------------- |
| Число избирателей, включённых в список избирателей    | Число избирателей, включённых в список избирателей    | 155 946          | 100 %            |
| Из них приняли участие в выборах (выдано бюллетеней)  | Из них приняли участие в выборах (выдано бюллетеней)  | 84 574           | 54,23 %          |
| Процент испорченных бюллетеней                        |                                                       |                  |                  |
| Приняли участие в голосовании (возвращёно бюллетеней) | Приняли участие в голосовании (возвращёно бюллетеней) | 84 420           | 100 %            |
| Из них действительных бюллетеней                      | Из них действительных бюллетеней                      | 82 575           |                  |
| Из них недействительных бюллетеней                    | Из них недействительных бюллетеней                    | 1 845            | 2,19 %           |
| Распределение голосов:                                |                                                       |                  |                  |
| 1.                                                    | Александр Бердников                                   | 42 746           | 50,63 %          |
| 2.                                                    | Владимир Петров                                       | 30 766           | 36,44 %          |
| 3.                                                    | Виктор Ромашкин                                       | 6 518            | 7,72 %           |
| 4.                                                    | Владимир Семёнов                                      | 2 545            | 3,01 %           |
| Число действительных (учтённых) бюллетеней            | Число действительных (учтённых) бюллетеней            | 82 575           | 100 %            |

Выборы выиграл действующий глава республики Александр Бердников («Единая Россия»), набравший 50,63 % голосов избирателей. Его ближайший соперник 72-летний пенсионер Владимир Петров («Гражданская сила») получил 36,44 %. 30 сентября Бердников вступил в должность главы Республики Алтай и в тот же день назначил сенатором от правительства Республики Алтай заместителя руководителя управления Федеральной налоговой службы по Алтайскому краю Владимира Полетаева. Ранее Республику Алтай в Совете Федерации представлял Виктор Лопатников.